# Olympische Winterspiele 2014/Teilnehmer (Schweiz)
| Gelbes Symbol für Goldmedaillen mit stilisierten Olympischen Ringen | Graues Symbol für Silbermedaillen mit stilisierten Olympischen Ringen | Braundes Symbol für Bronzemedaillen mit stilisierten Olympischen Ringen |
| ------------------------------------------------------------------- | --------------------------------------------------------------------- | ----------------------------------------------------------------------- |
| 7                                                                   | 2                                                                     | 2                                                                       |

Die Schweiz nahm an den Olympischen Winterspielen 2014 in Sotschi mit insgesamt 163 Sportlern in 12 Sportarten teil. Der Rekordwert der Spiele von Vancouver wurde vier Jahre später mit 92 Männern und 71 Frauen getoppt. Dies hing unter anderem mit der Aufnahme neuer Schneesportwettbewerbe ins olympische Programm zusammen. An den Eishockey- und Curlingturnieren war die Schweiz mit je einem Männer- und Frauenteam beteiligt. In den Eislaufdisziplinen waren dagegen keine Schweizer Athleten am Start.
Als Chef de Mission von Swiss Olympic amtete Gian Gilli. Fahnenträger bei der Eröffnungsfeier war der vierfache Skisprung-Olympiasieger Simon Ammann.

## Medaillenspiegel
| Rang   | Sportart    | G | S | B | Gesamt |
| ------ | ----------- | - | - | - | ------ |
| 1      | Snowboard   | 2 | 1 | 0 | 3      |
| 2      | Ski Alpin   | 2 | 0 | 1 | 3      |
| 3      | Skilanglauf | 2 | 0 | 0 | 2      |
| 4      | Bob         | 1 | 0 | 0 | 1      |
| 5      | Biathlon    | 0 | 1 | 0 | 1      |
| 6      | Eishockey   | 0 | 0 | 1 | 1      |
| Gesamt | Gesamt      | 7 | 2 | 2 | 11     |

## Medaillengewinner

### Gold
| Name                    | Sportart    | Wettkampf             |
| ----------------------- | ----------- | --------------------- |
| Dario Cologna           | Skilanglauf | Skiathlon             |
| Iouri Podladtchikov     | Snowboard   | Halfpipe              |
| Dominique Gisin         | Ski Alpin   | Abfahrt               |
| Dario Cologna           | Skilanglauf | 15 km klassisch       |
| Sandro Viletta          | Ski Alpin   | Super-Kombination     |
| Patrizia Kummer         | Snowboard   | Parallel-Riesenslalom |
| Beat Hefti Alex Baumann | Bobsport    | Zweierbob             |

### Silber
| Name            | Sportart  | Wettkampf             |
| --------------- | --------- | --------------------- |
| Selina Gasparin | Biathlon  | 15 km Einzel          |
| Nevin Galmarini | Snowboard | Parallel-Riesenslalom |

### Bronze
| Name                                   | Sportart  | Wettkampf               |
| -------------------------------------- | --------- | ----------------------- |
| Lara Gut                               | Ski Alpin | Abfahrt                 |
| Eishockeynationalmannschaft der Frauen | Eishockey | Frauen-Eishockeyturnier |

## Teilnehmer nach Sportarten

### Biathlon
| Männer - Claudio Böckli - 20 km Einzel: 79. Platz - 4 × 7,5 km Staffel: 14. Platz - Simon Hallenbarter - 20 km Einzel: 47. Platz - 2 × 6 km + 2 × 7,5 km Mixed-Staffel: 12. Platz - Ivan Joller - 20 km Einzel: 67. Platz - 4 × 7,5 km Staffel: 14. Platz - Benjamin Weger - 10 km Sprint: 63. Platz - 20 km Einzel: 48. Platz - 2 × 6 km + 2 × 7,5 km Mixed-Staffel: 12. Platz - 4 × 7,5 km Staffel: 14. Platz - Serafin Wiestner - 10 km Sprint: 40. Platz - 12,5 km Verfolgung: 57. Platz - 4 × 7,5 km Staffel: 14. Platz | Frauen - Irene Cadurisch - 15 km Einzel: 37. Platz - 4 × 6 km Staffel: 9. Platz - Aita Gasparin - 15 km Einzel: 62. Platz - 4 × 6 km Staffel: 9. Platz - Elisa Gasparin - 7,5 km Sprint: 8. Platz - 10 km Verfolgung: 31. Platz - 15 km Einzel: 33. Platz - 12,5 km Massenstart: nicht beendet - 2 × 6 km + 2 × 7,5 km Mixed-Staffel: 12. Platz - 4 × 6 km Staffel: 9. Platz - Selina Gasparin - 7,5 km Sprint: 13. Platz - 10 km Verfolgung: 15. Platz - 15 km Einzel: Silber - 12,5 km Massenstart: 9. Platz - 2 × 6 km + 2 × 7,5 km Mixed-Staffel: 12. Platz - 4 × 6 km Staffel: 9. Platz |

### Bob
| Männer (2er) - Schweiz 1: Beat Hefti, Alex Baumann - Gold - Schweiz 2: Rico Peter, Jürg Egger - 8. Platz - Thomas Lamparter (Ersatz) Männer (4er) - Schweiz 1: Beat Hefti, Alex Baumann, Thomas Lamparter, Jürg Egger - 6. Platz - Thomas Amrhein (Ersatz) | Frauen (2er) - Schweiz 1: Fabienne Meyer, Tanja Mayer - 8. Platz - Schweiz 2: Caroline Spahni, Ariane Walser - nicht am Start - Elisabeth Graf (Ersatz) |

### Curling
| Männer (Curling Club Adelboden) - Sven Michel (Skip) - Claudio Pätz (Third) - Sandro Trolliet (Second) - Simon Gempeler (Lead) - Benoît Schwarz (Ersatz) - 8. Platz | Frauen (Curling Club Davos) - Mirjam Ott (Skip) - Carmen Schäfer (Third) - Carmen Küng (Second) - Janine Greiner (Lead) - Alina Pätz (Ersatz) - 4. Platz |

### Eishockey

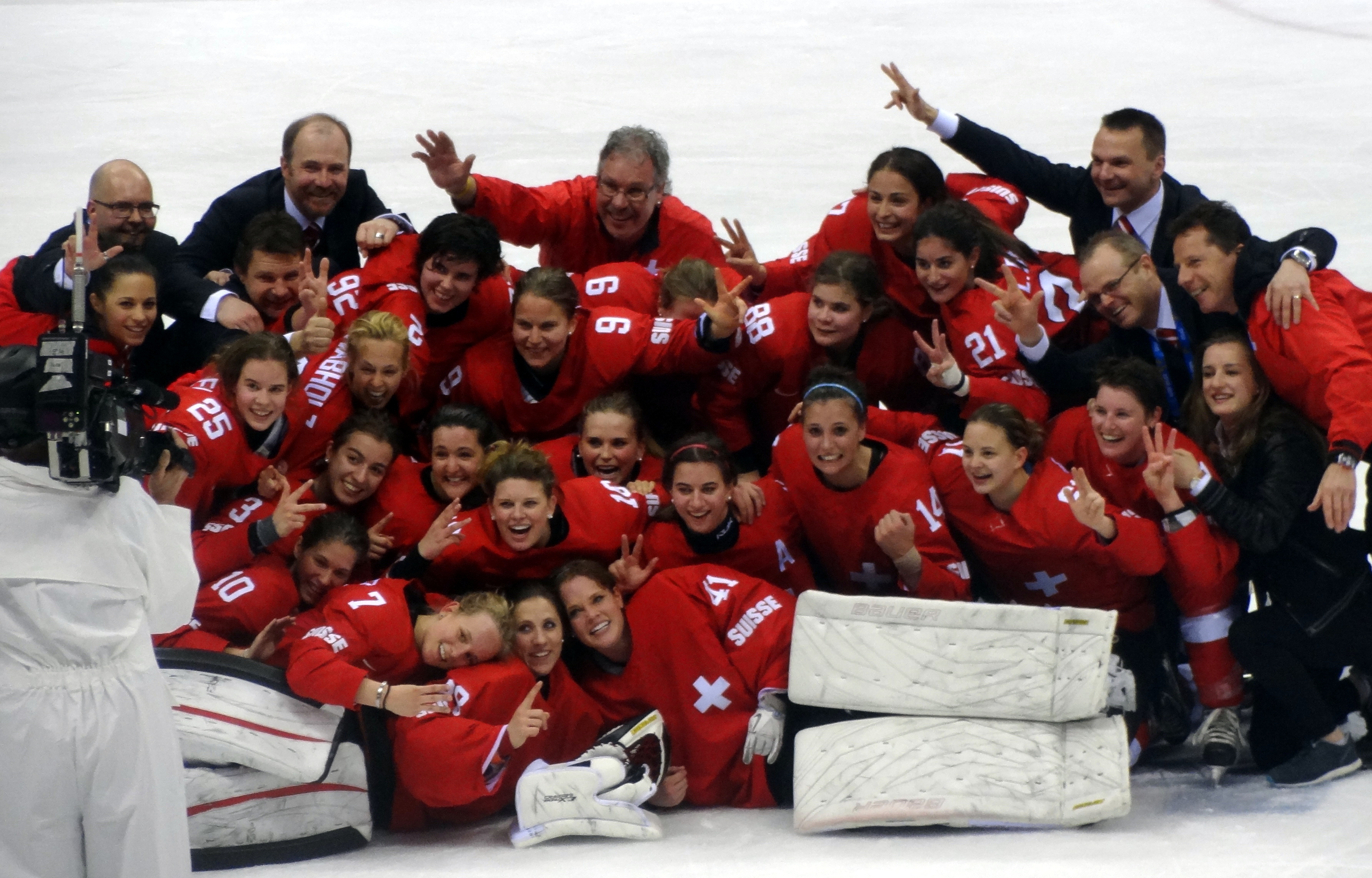
Die Schweizer Eishockeynationalmannschaft der Frauen nach dem Gewinn der Bronzemedaille

| Männer Torhüter: - Reto Berra (Calgary Flames) - Jonas Hiller (Anaheim Ducks) - Tobias Stephan (Genève-Servette HC) Verteidiger: - Severin Blindenbacher (ZSC Lions) - Raphael Diaz (Canadiens de Montréal) - Patrick von Gunten (Kloten Flyers) - Roman Josi (Nashville Predators) - Mathias Seger (ZSC Lions) - Mark Streit (Philadelphia Flyers) - Julien Vauclair (HC Lugano) - Yannick Weber (Vancouver Canucks) Stürmer: - Andres Ambühl (HC Davos) - Matthias Bieber (Kloten Flyers) - Simon Bodenmann (Kloten Flyers) - Damien Brunner (New Jersey Devils) - Luca Cunti (ZSC Lions) - Ryan Gardner (SC Bern) - Denis Hollenstein (Genève-Servette HC) - Simon Moser (Nashville Predators) - Nino Niederreiter (Minnesota Wild) - Martin Plüss (SC Bern) - Kevin Romy (Genève-Servette HC) - Reto Suri (EV Zug) - Morris Trachsler (ZSC Lions) - Roman Wick (ZSC Lions) - 9. Platz | Frauen Torhüterinnen: - Janine Alder (EHC Winterthur) - Sophie Anthamatten (EHC Saastal) - Florence Schelling (EHC Bülach) Verteidigerinnen: - Livia Altmann (ZSC Lions) - Laura Benz (ZSC Lions) - Nicole Bullo (HC Lugano) - Sarah Forster (HC Ajoie) - Angela Frautschi (ZSC Lions) - Julia Marty (Linköpings HC) - Lara Stalder (University of Minnesota) - Sandra Thalmann (SC Reinach) Stürmerinnen: - Sara Benz (EHC Winterthur) - Romy Eggimann (HC Lugano) - Jessica Lutz (Ronin) - Stefanie Marty (Linköpings HC) - Alina Müller (EHC Winterthur) - Katrin Nabholz (ZSC Lions) - Evelina Raselli (HC Lugano) - Phoebe Stänz (Yale University) - Anja Stiefel (HC Lugano) - Nina Waidacher (College of St. Scholastica) - Bronze |

### Freestyle-Skiing
Aerials
| Männer - Mischa Gasser - 18. Platz - Christopher Lambert - nicht am Start - Thomas Lambert - 14. Platz - Renato Ulrich - 12. Platz | Frauen - Tanja Schärer - 14. Platz |

Halfpipe
| Männer - Joel Gisler - 18. Platz - Nils Lauper - 16. Platz - Yannic Lerjen - 14. Platz | Frauen - Virginie Faivre - 4. Platz - Mirjam Jäger - 8. Platz - Nina Ragettli - 22. Platz |

Skicross
| Männer - Alex Fiva - 31. Platz - Armin Niederer - 7. Platz - Mike Schmid - nicht am Start | Frauen - Sanna Lüdi - 13. Platz - Jorinde Müller - 25. Platz - Katrin Müller - 10. Platz - Fanny Smith - 8. Platz |

Slopestyle
| Männer - Elias Ambühl - 22. Platz - Fabian Bösch - 23. Platz - Kai Mahler - 16. Platz - Luca Schuler - 32. Platz | Frauen - Camillia Berra - 12. Platz - Eveline Bhend - 9. Platz |

### Ski Alpin
| Männer - Luca Aerni - Slalom: ausgeschieden - Gino Caviezel - Riesenslalom: 30. Platz - Mauro Caviezel - Super-Kombination: im Slalom ausgeschieden - Riesenslalom: 28. Platz - Didier Défago - Abfahrt: 14. Platz - Super-G: ausgeschieden - Riesenslalom: ausgeschieden - Beat Feuz - Abfahrt: 13. Platz - Super-Kombination: 15. Platz - Super-G: 27. Platz - Carlo Janka - Abfahrt: 6. Platz - Super-Kombination: 8. Platz - Super-G: 22. Platz - Riesenslalom: 13. Platz - Patrick Küng - Abfahrt: 15. Platz - Super-G: 12. Platz - Justin Murisier - Slalom: ausgeschieden - Sandro Viletta - Super-Kombination: Gold - Daniel Yule - Slalom: 17. Platz - Ramon Zenhäusern - Slalom: 20. Platz - Silvan Zurbriggen - kein Einsatz | Frauen - Fränzi Aufdenblatten - Super-G: 6. Platz - Denise Feierabend - Super-Kombination: 12. Platz - Slalom: 17. Platz - Dominique Gisin - Super-Kombination: 5. Platz - Abfahrt: Gold - Super-G: ausgeschieden - Riesenslalom: 10. Platz - Michelle Gisin - Slalom: 28. Platz - Lara Gut - Super-Kombination: im Slalom ausgeschieden - Abfahrt: Bronze - Super-G: 4. Platz - Riesenslalom: 9. Platz - Wendy Holdener - Riesenslalom: ausgeschieden - Slalom: ausgeschieden - Nadja Jnglin-Kamer - kein Einsatz - Marianne Kaufmann-Abderhalden - Super-Kombination: in der Abfahrt ausgeschieden - Abfahrt: ausgeschieden - Fabienne Suter - Abfahrt: 5. Platz - Super-G: 7. Platz - Riesenslalom: 26. Platz |

### Skilanglauf
| Frauen - Seraina Boner - Team-Sprint: 7. Platz - 30 km Freistil: 9. Platz - Bettina Gruber - Team-Sprint: 7. Platz - Laurien van der Graaff - Sprint: 21. Platz (im Halbfinal ausgeschieden) | Männer - Jonas Baumann - Skiathlon: 29. Platz - 15 km klassisch: 24. Platz - 4 × 10 km Staffel: 7. Platz - Dario Cologna - Skiathlon: Gold - Sprint: 26. Platz (im Halbfinal ausgeschieden) - 15 km klassisch: Gold - Team-Sprint: 5. Platz - 50 km Freistil: 27. Platz - Gianluca Cologna - Team-Sprint: 5. Platz - Remo Fischer - 4 × 10 km Staffel: 7. Platz - 50 km Freistil: 22. Platz - Jovian Hediger - Sprint: 47. Platz (in der Vorrunde ausgeschieden) - Martin Jäger - kein Einsatz - Jöri Kindschi - Sprint: 22. Platz (im Halbfinal ausgeschieden) - Toni Livers - 4 × 10 km Staffel: 7. Platz - 50 km Freistil: 30. Platz - Curdin Perl - Skiathlon: 27. Platz - 15 km klassisch: 22. Platz - 4 × 10 km Staffel: 7. Platz - 50 km Freistil: 12. Platz - Roman Schaad - Sprint: 83. Platz (in der Vorrunde ausgeschieden) - Eligius Tambornino - kein Einsatz |

### Skispringen
| Männer - Simon Ammann - Normalschanze: 17. Platz - Grossschanze: 23. Platz - Gregor Deschwanden - Normalschanze: 25. Platz - Grossschanze: 14. Platz | Frauen - Bigna Windmüller - Normalschanze: 18. Platz |

### Nordische Kombination
- Tim Hug

- Normalschanze: 27. Platz
- Grossschanze: 24. Platz

### Rodeln
| Männer - Gregory Carigiet - 12. Platz | Frauen - Martina Kocher - 9. Platz |

### Skeleton
Frauen
- Marina Gilardoni

- 18. Platz

### Snowboard
Halfpipe
| Männer - David Hablützel - 5. Platz - Christian Haller - 11. Platz - Iouri Podladtchikov - Gold - Jan Scherrer - 18. Platz | Frauen - Ursina Haller - 12. Platz - Nadja Purtschert - 23. Platz - Verena Rohrer - 27. Platz |

Alpin
| Männer - Kaspar Flütsch - Parallel-Riesenslalom: 11. Platz - Parallel-Slalom: 10. Platz - Nevin Galmarini - Parallel-Riesenslalom: Silber - Parallel-Slalom: 7. Platz - Philipp Schoch - Parallel-Riesenslalom: 12. Platz - Parallel-Slalom: in der Qualifikation disqualifiziert - Simon Schoch - Parallel-Riesenslalom: 7. Platz - Parallel-Slalom: 9. Platz | Frauen - Ladina Jenny - Parallel-Riesenslalom: 14. Platz - Parallel-Slalom: 24. Platz - Patrizia Kummer - Parallel-Riesenslalom: Gold - Parallel-Slalom: 9. Platz - Stefanie Müller - Parallel-Riesenslalom: 17. Platz - Parallel-Slalom: 18. Platz - Julie Zogg - Parallel-Riesenslalom: 9. Platz - Parallel-Slalom: 7. Platz |

Boardercross
| Männer - Marvin James - 21. Platz - Tim Watter - 21. Platz | Frauen - Sandra Gerber - 13. Platz - Simona Meiler - 10. Platz |

Slopestyle
| Männer - Lucien Koch - 28. Platz - Jan Scherrer - 19. Platz | Frauen - Sina Candrian - 4. Platz - Isabel Derungs - 8. Platz - Elena Könz - 9. Platz |